# Тифлисская губерния
Тифли́сская губе́рния (груз. თბილისის გუბერნია, арм. Թիֆլիսի նահանգ, осет. Калачы губерни, азерб. Tiflis quberniyası) — административная единица Российской империи. Губернский город — Тифлис.
В настоящее время территория губернии входит в состав Грузии (большая часть), России, Армении и Азербайджана.

## География

### Географическое положение
Занимала центральную часть Закавказья; имела вид неправильного многоугольника, вытянутого с северо-запада на юго-восток; граничила на севере и северо-востоке с Терской и Дагестанской областями, на западе с Кутаисской губернией, на юге с Карсской областью и Эриванской губернией, на юго-востоке и востоке — с Елизаветпольской губернией. Площадь — 44 607 км² (39 197 кв. вёрст).

### Рельеф
Устройство поверхности Т. губернии весьма разнообразно: в пределах её находятся снежные вершины, высокие нагорья и сравнительно низменные равнины; более 50 % её расположены на высоте от 2000 до 6000 фт. над ур. моря, а местности, лежащие на выс. от 6000 фт. до 10 000 фт., составляют до 19 % её площади. Ок. 1 % пространства Т. губернии лежит на высоте свыше 10 000 фт. На местности ниже 1000 фт. приходится всего 4,1 % площади губернии. В орогидрологическом отношении Т. губерния занимает почти исключительно бассейн среднего и отчасти верхнего течения р. Куры, представляющий в общем обширную долину, замкнутую на З, а в особенности на севере и юге весьма значительными высотами и открытую лишь на юго-востоке, в месте выхода из неё Куры. Только весьма небольшая часть окраины губернии, заходящая местами за Главный Кавказский хребет, расположена по верховьям Терека и др. рек, направляющихся на север и северо-восток. Рельеф поверхности Т. губернии слагается преимущественно из гор, принадлежащих системе Главн. Кавказский хребет, системе Мал. Кавказа и более или менее высоких волнистых равнин. Вся сев. половина Т. губернии занята системой гор Гл. Кавказского хр., которые, образуя бесчисленное множество отрогов, контрфорсов и хребтов, разделяющих бассейны левых притоков Куры, и постепенно повышаясь по направлению к северу, протягиваются на сев. окраине губернии в виде двух исполинских, увенчанных вечными снегами и льдами цепей Главн. Кавказского хр. Первая из них (южная), представляя водораздельный гребень, свыше 10 тыс. фт. средней высоты, возвышается отдельными пиками до 12 1/2 тыс. фт. и покрыта вечными снегами; через водораздел этот на Сев. Кавказ ведут перевалы: Кадласанский (10 770 фт. между Лиахвой и Тереком), Зекарский (10 509 фт., Лиахва — Ардон), Крестовый (7957 фт., Арагва — Терек), Диди-гверди (10 453 фт.; Кахетинская — Тушинская Алазани), Кодорский (9186 фт., Алазань-Андийский Койсу) и Сацхенисский (долина Алазани — Аварский Койсу). Вторая цепь (так наз. Передовой хребет), идущая вер. в 10—20 к северу от водораздельного гребня и составляющая собственно границу Т. губернии с Терской областью, поднимается значительно выше и несет ещё более снегов и ледников; высочайшая вершина её — Казбек (16 545 фт.), представляет потухший вулкан, древние лавовые потоки коего покрывают обширное пространство. Реки, текущие на север, в водораздельной цепи Кавказского хребта, прорываясь через Передовой хребет, образуют на северной окраине Т. губернии 4 котловины: Терскую (в верховьях Терека), Ассинскую (в верховьях Ассы, притока Сунжи), Аргунскую (в верх. Аргуни, прит. Сунжи) и Тушинскую (в верх. Андийского Койсу); дикие котловины эти, высоко приподнятые над уровнем моря, обставленные огромными снеговыми горами, отличающиеся весьма суровым климатом и трудной доступностью и населенные своеобразными, чрезвычайно интересными по происхождению, языку и быту горными племенами (осетины, хевсуры, пшавы, тушины) — принадлежат к числу наиболее замечательных местностей не только Т. губернии, но и всего Кавказского края. Южный склон Главного Кавказского хребта, весьма слабо развитый в восточной половине своего протяжения по Т. губернии, где он круто падает к долине Алазани, на западе, между верховьями Алазани и Лиахвой, образует множество отрогов, постепенно понижающихся к Ю и подступающих местами к самой р. Куре. Из таких отрогов замечательны: Кахетинский хребет, идущий на юго-востоке (дл. 150 вёрст) между долинами Алазани и Иоры и местами заходящий за пределы лесной растительности (8500 фт.), и Карталинский хребет (дл. ок. 100 вёрст), отделяющей Арагву от Иоры и поднимающийся до той же приблизительно высоты. Западнее, в бассейнах Ксана и Лиахвы, от Кавказского хребта отходят к югу несколько отрогов, которые, как и первые два, на северных оконечностях поднимаются почти до пределов снеговой линии, а на юге, постепенно понижаясь, оканчиваются невысокими, то лесистыми, то безлесными холмами. Один из этих отрогов — Сурамский хребет, отделяющий Т. губернию от Кутаисской, является звеном, связывающим горы системы Главного Кавказского хребта, наполняющие сев.-вост. уезды Т. губернии, с системой Малого Кавказа, возвышенности коего занимают большую часть юго-зап. половины этой губернии. Высокие нагорья, столь характерные для Малого Кавказа, развиты лишь на крайнем юго-западе, в Ахалкалакском и частью Борчалинском уездах, все же остальное пространство губернии, занятое этой системой, приходится на расположенные по окраинам нагорий хребты и горные страны. Северной окраиной системы Малого Кавказа является длинный широтный хребет, который тянется на протяжении около 250 вёрст от Чёрного моря почти до Тифлиса и разделяется глубоким Боржомским ущельем, по которому р. Кура спускается с нагорий Малого Кавказа, на две части: западную и восточную. Западная часть хребта составляет границу Т. губернии с Кутаисской и носит название Аджаро-Ахалцихских гор, восточная всецело принадлежит Т. губернии и обыкновенно называется Триалетскими горами. Из перевалов через хребет этот, сложенный из третичных пород, прорванных диабазами, диоритами и порфиритами, покрытый густыми лесами, с вершинами, поднимающимися выше их предела (Непис-цкаро — 9343 фт., Кара-кая — 0351, Арджеван — 9056 фт.), замечательны Зекарский, сообщающий Абастуман с Кутаисом, и Коджорский, через который производится сообщение Тифлиса с Коджорами. К южной подошве Аджаро-Триалетских гор, лежащей уже почти на 2 т. фт. выше северной, примыкают на западе Ахалцихская высокая котловина, а на востоке Ахалкалакское нагорье. Ахалцихская котловина, пересекаемая местами лесистыми отрогами окружающих её гор, орошается Курой и притоком её Поцхови и расположена сравнительно невысоко (г. Ахалцих — 3376 фт.). Примыкая на юге к уступовидной окраине расположенного более чем на 2 тыс. фт. выше Ардагано-Карсского плато, котловина эта постепенно поднимается к В и переходит в Ахалкалакское нагорье высотой около 5 1/2 тыс. фт., восточная часть которого, населенная духоборами и называемая Духоборьем, ещё почти на 1 тыс. фт. выше. Покрытое древними лавами безлесное и холодное Ахалкалакское плато, среди коего разбросано несколько довольно значительных озёр (Паравани, Табацкури, Туман-гель, Мадатапинское и др.), окаймляется на В хребтом Мокрых гор, который, направляясь в меридиональном направлении, представляется в сущности приподнятой восточной окраиной плато. Хребет этот состоит из изверженных пород, и многие вершины его, поднимающиеся до значительной высоты (Абул — 10 826 фт., Самсари — 10 777 фт., Леглы-даг — 10 491 фт. и др.) и остающиеся большую часть лета покрытыми снегом, являются древними потухшими вулканами. Восточные склоны Мокрых гор, сначала пологие и образующие местами довольно обширные безлесные нагорные равнины (Цалкинская равнина по обе стороны верхнего Храма, выс. ок. 5 тыс. фт., Лорийская степь по верхнему и среднему течению р. Каменки, выс. около 4700 фт.), далее к востоку становятся круче, покрываются лесами и, образуя множество отрогов и контрфорсов, разделяющих долины и ущелья рек Храма, Борчалы, Алгета и их притоков, спускаются к степному правому берегу Куры.
Другую составную часть рельефа губернии слагают более или менее возвышенные волнистые межгорные равнины, развитые в особенности в юго-вост., более низкой и степной части губернии. Одни из этих равнин, представляя удобные для земледелия орошенные пространства, имеют весьма важное экономическое значение для края и густо населены, другие, лишённые орошения и потому пустынные, покрытые степными травами, пригодны лишь в виде зимних пастбищ. Из числа этих равнин — пространства на правом берегу р. Куры, кроме помянутых уже сравнительно обильно орошенных высокого Ахалкалакского плато и Цалко-Лорийского нагорья — замечательны Кодинская и Борчалинская равнины, расположенные в низовьях Храма и Борчалы на высоте ок. 1200 фт. по р. Куре и занимающие около 500 кв. вёрст. Вследствие жаркого засушливого климата на равнинах этих приходится применять искусственное орошение. На левом берегу Куры по выходе её из Боржомского ущелья и повороте на юго-востоке расстилается орошенная Лиахвой обширная, плодородная и густонаселенная Горийская равнина; высота её ок. 2200 фт., а пространство ок. 870 кв. вёрст, на котором разбросаны до 145 селений. Ниже по течению Куры в низовьях Ксана, на высоте ок. 1700 фт., лежит Мухранская равнина площадью до 225 кв. вёрст. По течению р. Алазани, между Главным Кавказским хребтом на северо-востоке и Гамборскими горами на юго-западе, расположена длинная и узкая Алазанская долина, или Кахетия, представляющая одну из наиболее богатых и населенных местностей Т. губернии. К югу от широты Сигнаха Алазанская равнина становится маловодной и пустынной и, сливаясь с возвышенностью Ширакской, лежащей между Алазанью и Иорой и Караязской степью, расположенной между Иорой и Курой, образует огромное волнистое, изрезанное местами грядами невысоких холмов, безлесное, лишённое воды и оседлого населения степное пространство, которое занимает всю юго-вост. часть Т. губернии и служит зимними пастбищами для скотоводов, спускающихся сюда со своими стадами с гор.

### Гидрография
Почти вся Т. губерния, за исключением лишь самой северной её окраины, принадлежащей к бассейнам Верхнего Терека (Терек, Асса, Аргунь) и Сулака (Андийское Койсу), лежит в бассейне среднего и отчасти верхнего течения р. Куры и в общем довольно богата реками и речками, распределение коих на поверхности губернии, однако, весьма неравномерно — встречаются местности, совершенно безводные. Все реки Т. губернии имеют характер горных, кроме р. Куры, которая отличается этим свойством только в верхнем течении. Кура, прорезывающая всю Т. губернию с северо-запада на юго-восток, вступив в пределы губернии тесным ущельем близ оз. Хозапин, принимает справа Ахалкалак-чай, а слева, близ Ахалциха, Поцхови. Падение Куры между входом в пределы губернии и Боржомом (95 вёрст) — 22 фт. на версту, а между Боржомом и Тифлисом (153 вёрст) всего 8 1/2 фт., вследствие чего от Боржома Кура становится удобной для сплава леса плотами. В Тифлисе по р. Куре ежегодно сплавляются 2700 плотов, содержащих до 55 000 бревен. Между Тифлисом и выходом Куры из Т. губернии (45 вёрст), где сплав затрудняется мелями и карчами, падение 3 фт. на версту. Наибольший расход воды в р. у Тифлиса ок. 70 куб. саж. в сек. (в 1864 г. а апр. 100 куб. саж.), наименьший — 4 куб. саж., средний расход — 13,7 куб. саж. Ниже Поцхови слева в Куру впадают: Лиахва (дл. ок. 90 вёрст), берущая начало в Главном Кавказском хребте и орошающая Горийскую равнину, Рехула, Ксан и Арагва, устье которой лежит у Мцхета. Арагва берет начало в Главн. Кавказском хребте четырьмя истоками (Мтиулетская, Гудомакарская, Пшавская и Хевсурская Арагви), из коих западный, вдоль коего идет Военно-Грузинская дорога, считается главным. Падение Арагвы от Млет до Мцхета (80 вёрст) 38 1/2 фт. на версту. Значительно ниже на границе Т. губернии с Елисаветпольской слева же в Куру впадает Алазань, самый значительный левый приток (366 вёрст), принимающий в свою очередь справа почти такой же длины приток Иори (336 вёрст). Алазань, протекая у подошвы Главн. Кавказского хребта, значительно многоводнее Иори и берёт начало в Главном Кавказском хребте у вершины Большой Борбало (см. Иори, Кахетия, Сигнахский и Телавский уезды). Единственным значительным правым притоком Куры в пределах Т. губернии является, кроме Ахалкалак-чая, р. Храм (175 вёрст дл.), берущая начало на Цалкинской возвышенности и спускающаяся по лесистому ущелью на Борчалинскую равнину, где она, приняв справа Борчалу, а слева Алгет, впадает в Куру. Реки, орошающие северную окраину Т. губернии (Терек, Асса, Аргунь, Андийское Койсу), принадлежат ей лишь своими верховьями и представляют горные потоки, мчащиеся среди диких ущелий и образующие тысячи стремнин и водопадов. Р. Терек, берущий начало в сев.-зап. углу губернии к югу от Казбека, принадлежит Т. губернии на протяжении ок. 45 вёрст до Дарьяльского ущелья; падение реки между ст. Коби и ст. Казбек 57 фт. на версту, а от ст. Казбек до Дарьяльского ущелья — более 150 фт. на версту. Реки Т. губернии, будучи несудоходными, не отличаются также богатством рыбы; для орошения они также мало пригодны, так как текут в большинстве случаев в крутых берегах.
Озёрами Т. губерния небогата; наиболее значительные из них расположены на Ахалкалакском плато на высоте 6—7 тыс. фт.; из них Паравани имеет до 32 кв. вёрст, Табацкури — 15 кв. вёрст, Хозацин — до 20 вёрст в окружности и др. В окрестностях Тифлиса есть несколько небольших горько-соленых озёр. Из горных озёр, весьма немногочисленных, заметим оз. Кели (9720 фт.) к западу от Гудаура (ст. Военно-Грузинской дороги).

## История
Тифлисская губерния была образована 14 декабря 1846 года из Грузино-Имеретинской губернии в составе Тифлисского, Горийского, Телавского, Сигнахского, Елизаветпольского, Эриванского, Нахичеванского и Александропольского уездов и Горского, Осетинского и Тушино-Пшаво-Хевсурского округов. В 1849 году Эриванский, Нахичеванский и Александропольский (кроме Ахалкалакского участка) уезды вошли в состав вновь учрежденной Эриванской губернии, Ахалкалакский участок передан Ахалцихскому уезду Кутаисской губернии. В 1859 году Осетинский округ был присоединен к Горийскому уезду, а Тушино-Пшаво-Хевсурский округ переименован в Тионетский. В начале 1860-х годов часть территории Александропольского уезда Эриванской губернии была передана Тифлисскому уезду Тифлисской губернии для образования в его составе Лорийского приставства. В 1867 году образован Душетский уезд, от Кутаисской губернии присоединен Ахалцихский уезд, а в состав вновь образованной Елизаветпольской губернии выделен Елизаветпольский уезд. В 1874 году из части Ахалцихского уезда был образован Ахалкалакский уезд, а Тионетский округ переименован в Тионетский уезд. Наконец, в 1880 году из части Тифлисского уезда образован Борчалинский уезд.
В 1918 году губерния вошла в состав Грузинской Демократической Республики.

### Символика
- Официальный герб губернии (изд. МВД, 1880)
- Неофициальный герб губернии (изд. Сукачова, 1878)
- Герб губернии с фантастической короной (изд. Штрёхла, 1899)
- Современный рисунок герба губернии (2000-е годы)

## Население
Согласно ЭСБЕ население губернии в начале 1890-х годов составляло 1 040 943 чел. (570 770 мужчин и 470 173 женщины). В том числе городского населения — 207 294 чел.
Согласно первой всеобщей переписи населения Российской империи 1897 года в губернии проживало 1 051 032 жителя, мужчин — 475 447, женщин — 475 585 (грамотных из них 171 319 человек или 16,3 %). Городское население составляло 224 796 человек (грамотных — 46,1 %).
В 1913 году население губернии составляло 1 183 300 чел.

### Национальный состав
| Год    | Уезд               | Грузины          | Армяне           | Татары(азербайджанцы) | Великорусы (русские), малорусы (украинцы), белорусы | Осетины         | Аваро-андийские народы | Греки           | Турки           | Немцы         | Даргинцы     | Поляки       | Евреи         | Курды         | Чеченцы       | Персы          |
| ------ | ------------------ | ---------------- | ---------------- | --------------------- | --------------------------------------------------- | --------------- | ---------------------- | --------------- | --------------- | ------------- | ------------ | ------------ | ------------- | ------------- | ------------- | -------------- |
| 1890-е | Губерния в целом   | 468 424 (45,0 %) | 248 785 (23,9 %) | 88 480 (8,5 %)        | 45 801 (4,4 %)                                      | 92 644 (8,9 %)  | ---                    | 28 105, 2,7 %)  | …               | 6 246 (0,6 %) | ---          | ---          | 9 368 (0,9 %) | ---           | ---           | ---            |
| 1897   | Губерния в целом   | 465 537 (44,3 %) | 196 189 (18,6 %) | 107 383 (10,2 %)      | 85 772 (8,16 %)                                     | 67 268 (6,4 %)  | 34 130 (3,25 %)        | 27 118 (2,6 %)  | 24 722 (2,3 %)  | 8340 (0,8 %)  | 7565 (0,7 %) | 6282 (0,6 %) | 5188 (0,5 %)  | 2538 (0,24 %) | 2 207 (0,2 %) | 1 991 (0,19 %) |
| 1897   | Ахалкалакский      | 6448 (8,9 %)     | 52 539 (72,3 %)  | 6 572 (9,0 %)         | 5453 (7,5 %)                                        | 4 (0,01 %)      | 6 (0,01 %)             | 75 (0,1 %)      | 296 (0,41 %)    | 40 (0,06 %)   | ---          | 145 (0,2 %)  | 211 (0,29 %)  | 810 (1,11 %)  | 3 (<0,01 %)   | 3 (<0,01 %)    |
| 1897   | Ахалцихский        | 12 211 (17,74 %) | 15 144 (22,0 %)  | 12 370 (18,0 %)       | 2238 (3,25 %)                                       | 14 (0,02 %)     | 6 (0,01 %)             | 149 (0,22 %)    | 24 137 (35,1 %) | 88 (0,13 %)   | ---          | 435 (0,63 %) | 446 (0,65 %)  | 1396 (2,03 %) | 15 (0,02 %)   | 12 (0,02 %)    |
| 1897   | Борчалинский       | 7840 (6,1 %)     | 47 423 (36,9 %)  | 37 742 (29,4 %)       | 9349 (7,27 %)                                       | 628 (0,49 %)    | 240 (0,19 %            | 21 393 (16,6 %) | 162 (0,13 %)    | 2496 (1,9 %)  | 27 (0,02 %)  | 264 (0,21 %) | 153 (0,12 %)  | 108 (0,08 %)  | 8 (0,01 %)    | 121 (0,09 %)   |
| 1897   | Горийский          | 124 180 (65,0 %) | 7686 (4,0 %)     | 432 (0,23 %)          | 5623 (2,94 %)                                       | 50 036 (26,2 %) | 30 (0,02 %)            | 917 (0,48 %)    | 38 (0,02 %)     | 197 (0,1 %)   | 19 (0,01 %)  | 218 (0,11 %) | 874 (0,46 %)  | 1 (<0,01 %)   | 12 (0,01 %)   | 15 (0,01 %)    |
| 1897   | Душетский          | 49 690 (73,4 %)  | 1680 (2,5 %)     | 405 (0,6 %)           | 1035 (1,53 %)                                       | 14 523 (21,4 %) | 17 (0,03 %)            | 8 (0,01 %)      | ---             | 13 (0,02 %)   | 7 (0,01 %)   | 43 (0,06 %)  | 24 (0,04 %)   | 3 (<0,01 %)   | 2 (<0,01 %)   | 15 (0,02 %)    |
| 1897   | Сигнахский         | 84 827 (82,9 %)  | 6392 (6,2 %)     | 5272 (5,2 %)          | 4910 (4,8 %)                                        | 30 (0,03 %)     | 279 (0,27 %)           | 8 (0,01 %)      | ---             | 44 (0,04 %)   | 4 (<0,01 %)  | 126 (0,12 %) | 108 (0,11 %)  | ---           | ---           | 11 (0,01 %)    |
| 1897   | Телавский          | 57 357 (85,9 %)  | 4754 (7,1 %)     | 1 873 (2,8 %)         | 719 (1,08 %)                                        | 88 (0,13 %)     | 1752 (2,62 %)          | 7 (0,01 %)      | 5 (0,01 %)      | 34 (0,05 %)   | 8 (0,01 %)   | 17 (0,03 %)  | 24 (0,04 %)   | ---           | 2 (<0,01 %)   | 17 (0,03 %)    |
| 1897   | Тионетский         | 30 302 (88,7 %)  | 538 (1,6 %)      | 3 (0,01 %)            | 638 (1,87 %)                                        | 227 (0,66 %)    | 6 (0,02 %)             | 5 (0,01 %)      | 10 (0,03 %)     | ---           | ---          | 1 (<0,01 %)  | 1 (<0,01 %)   | ---           | 2113 (6,2 %)  | 24 (0,07 %)    |
| 1897   | Тифлисский         | 80 293 (34,22 %) | 57 933 (24,7 %)  | 13 764 (5,9 %)        | 55 373 (23,6 %)                                     | 1712 (0,73 %)   | 124 (0,05 %)           | 4554 (1,9 %)    | 71 (0,03 %)     | 5417 (2,3 %)  | 59 (0,03 %)  | 4918 (2,1 %) | 3336 (1,4 %)  | 220 (0,09 %)  | 52 (0,02 %)   | 1766 (0,75 %)  |
| 1897   | Закатальский округ | 12 389 (14,7 %)  | 2100 (2,5 %)     | 28 950 (34,4 %)       | 434 (0,52 %)                                        | 6 (0,01 %)      | 31 670 (37,6 %)        | 2 (<0,01 %)     | 3 (<0,01 %)     | 11 (0,01 %)   | 7441 (8,3 %) | 115 (0,14 %) | 11 (0,01 %)   | ---           | ---           | 7 (0,01 %)     |

| Продолжение | Год    | Уезд               | Имеретинцы     | Айсоры (ассирийцы) | Литовцы       | Лезгинские народы | Мингрелы     | Французы     | Кистинцы     | Итальянцы    | Чехи         | Молдаване и румыны | Пшавы          | Талыши       | Чуваши       | Латыши       | Остальные      |
| ----------- | ------ | ------------------ | -------------- | ------------------ | ------------- | ----------------- | ------------ | ------------ | ------------ | ------------ | ------------ | ------------------ | -------------- | ------------ | ------------ | ------------ | -------------- |
| Продолжение | 1890-е | Губерния в целом   | 11 450 (1,1 %) | ---                | ---           | ---               | ---          | ---          | ---          | ---          | ---          | ---                | 11 450 (1,1 %) | ---          | ---          | ---          | 30 187 (2,9 %) |
| Продолжение | 1897   | Губерния в целом   | 1546 (0,15 %)  | 1570 (0,15 %)      | 1263 (0,12 %) | 1346 (0,13 %)     | 498 (0,05 %) | 356 (0,03 %) | 296 (0,03 %) | 259 (0,02 %) | 245 (0,02 %) | 198 (0,02 %)       | ---            | 152 (0,01 %) | 148 (0,01 %) | 123 (0,01 %) | 802 (0,08 %)   |
| Продолжение | 1897   | Ахалкалакский      | ---            | ---                | 87 (0,12 %)   | ---               | 3 (<0,01 %)  | ---          | ---          | ---          | ---          | 3 (<0,01 %)        | ---            | ---          | ---          | ---          | 11 (0,02 %)    |
| Продолжение | 1897   | Ахалцихский        | 2 (<0,01 %)    | 10 (0,01 %)        | 88 (0,13 %)   | 6 (0,01 %)        | ---          | 2 (<0,01 %)  | ---          | ---          | 5 (0,01 %)   | 12 (0,02 %)        | ---            | 1 (<0,01 %)  | 2 (<0,01 %)  | 3 (<0,01 %)  | 45 (0,07 %)    |
| Продолжение | 1897   | Борчалинский       | 17 (0,01 %)    | 19 (0,01 %)        | 54 (0,04 %)   | 155 (0,12 %)      | 6 (<0,01 %)  | 7 (0,01 %)   | ---          | 106 (0,08 %) | 1 (<0,01 %)  | 3 (<0,01 %)        | ---            | ---          | 4 (<0,01 %)  | 4 (<0,01 %)  | 106 (0,08 %)   |
| Продолжение | 1897   | Горийский          | 393 (0,21 %)   | 64 (0,03 %)        | 14 (0,01 %)   | 16 (0,01 %)       | 233 (0,12 %) | ---          | ---          | 2 (<0,01 %)  | 20 (0,01 %)  | 4 (<0,01 %)        | ---            | ---          | ---          | 13 (0,01 %)  | 54 (0,03 %)    |
| Продолжение | 1897   | Душетский          | 14 (0,02 %)    | 121 (0,18 %)       | 4 (0,01 %)    | 12 (0,02 %)       | 54 (0,08 %)  | ---          | ---          | ---          | …            | 1 (<0,01 %)        | ---            | ---          | 1 (<0,01 %)  | ---          | 47 (0,07 %)    |
| Продолжение | 1897   | Сигнахский         | 39 (0,04 %)    | ---                | 187 (0,18 %)  | 11 (0,01 %)       | 8 (0,01 %)   | ---          | 1 (<0,01 %)  | 1 (<0,01 %)  | 12 (0,01 %)  | ---                | ---            | ---          | ---          | 6 (0,01 %)   | 37 (0,04 %)    |
| Продолжение | 1897   | Телавский          | 74 (0,11 %)    | 2 (<0,01 %)        | 1 (<0,01 %)   | 20 (0,04 %)       | ---          | 4 (0,01 %)   | 1 (<0,01 %)  | ---          | ---          | ---                | ---            | ---          | ---          | 1 (<0,01 %)  | 7 (0,01 %)     |
| Продолжение | 1897   | Тионетский         | ---            | ---                | ---           | ---               | ---          | 1 (<0,01 %)  | 284 (0,83 %) | ---          | ---          | ---                | ---            | ---          | ---          | ---          | ---            |
| Продолжение | 1897   | Тифлисский         | 1005 (0,43 %)  | 1354 (0,58 %)      | 828 (0,35 %)  | 91 (0,04 %)       | 191 (0,08 %) | 342 (0,15 %) | 9 (<0,01 %)  | 150 (0,06 %) | 191 (0,08 %) | 175 (0,07 %)       | ---            | ---          | 141 (0,06 %) | 96 (0,04 %)  | 468 (0,2 %)    |
| Продолжение | 1897   | Закатальский округ | 2 (<0,01 %)    | ---                | ---           | 1036 (1,23 %)     | 3 (<0,01 %)  | ---          | 1 (<0,01 %)  | ---          | ---          | ---                | ---            | ---          | ---          | ---          | 43 (0,05 %)    |

|  |

### Религиозный состав
Данные согласно первой всеобщей переписи населения Российской империи 1897 г..
- Православные — 584 821 (55,64 %),
- Армяне (ААЦ)[Комм. 6] — 210 161 (20 %),
- Мусульмане[Комм. 7] — 189 028 (17,98 %),
- Армяне-католики — 20 216 (1,92 %),
- Старообрядцы и нерелигиозные — 16 209 (1,54 %),
- Римско-католики — 11 544 (1,1 %),
- Иудеи — 9725 (0,93 %),
- Протестанты — 8822 (0,84 %),
- Остальные (христиане и нехристиане) — 202 (< 0,01 %) и 304 (< 0,01 %).

## Административное деление
В конце XIX — начале XX вв. губерния разделялась на 9 уездов и один округ (административное деление сохранилось до распада Российской империи кроме Закатальского округа, который был выведен в отельную административную единицу (особый округ) в 1903 году):
| №  | Уезд               | Уездный город, население, чел. | Уездный город, население, чел. | Уездный город, население, чел. | Площадь, вёрст² | Население, чел. | Население, чел. |
| -- | ------------------ | ------------------------------ | ------------------------------ | ------------------------------ | --------------- | --------------- | --------------- |
| 1  | Ахалкалакский      | Ахалкалаки                     | 1897                           | 1913                           | 2368,6          | 1897            | 1913            |
| 1  | Ахалкалакский      | Ахалкалаки                     | 5 440                          | 5 000                          | 2368,6          | 72 709          | 84 200          |
| 2  | Ахалцихский        | Ахалцих                        | 15 357                         | 18 836                         | 2259,6          | 68 837          | 64 200          |
| 3  | Борчалинский       | с. Шулаверы                    | 4 553                          | 18 836                         | 5938,5          | 128 587         | 151 200         |
| 4  | Горийский          | Гори                           | 10 269                         | 12 275                         | 6033,9          | 191 091         | 221 400         |
| 5  | Душетский          | Душет                          | 2 566                          | 2 073                          | 3437,9          | 67 719          | 87 100          |
| 6  | Сигнахский         | Сигнах                         | 8 994                          | 11 031                         | 4620,0          | 102 313         | 101 400         |
| 7  | Телавский          | Телав                          | 13 929                         | 12 606                         | 2974,5          | 66 767          | 72 500          |
| 8  | Тионетский         | с. Тионети                     | 1 089                          | 12 606                         | 4256,3          | 34 153          | 50 300          |
| 9  | Тифлисский         | Тифлис                         | 159 590                        | 196 935                        | 3688,4          | 234 632         | 234 632         |
| 10 | Закатальский округ | Закаталы                       | 3 009                          | 3 873                          | 3544,3          | 84 224          | 84 224          |

## Климат
Климатические условия Т. губернии вследствие разнообразия её рельефа и положения над ур. моря отдельных её частей весьма разнообразны. Приподнятые выше пределов вечных снегов вершины гор и хребты пользуются почти полярным климатом, между тем как сравнительно низкие местности, расположенные по Куре в юго-вост. части губернии, отличаются мягкой зимой и очень жарким летом. Ниже приводятся главнейшие климатические данные для некоторых местностей Т. губернии:
|            | Высота в метрах над уровнем моря | Средняя температура года | Максимум | Минимум | Годовое количество осадков, в мм |
| ---------- | -------------------------------- | ------------------------ | -------- | ------- | -------------------------------- |
| Тифлис     | 409                              | 12,6                     | 38,2     | −22,2   | 482,1                            |
| Боржом     | 794                              | 9,8                      | —        | −20,5   | 617,0                            |
| Белый Ключ | 1253                             | 9,6                      | —        | —       | 752,0                            |
| Коби       | 1972                             | 3,5                      | —        | −28,1   | 1203,3                           |
| Гудаур     | 2210                             | 3,9                      | —        | −23,7   | 1427,5                           |

Низменности, представителем климата коих является Тифлис, отличаются жарким и сухим летом с сильными сухими ветрами; культура сельскохозяйствен. растений немыслима без орошения. Осенью выпадают дожди, и растительность оживает. Зима дождливая, малоснежная, с небольшими и непродолжительными морозами. Весна ранняя, наступающая нередко в конце февраля и сравнительно непродолжительная. Полоса предгорий (Боржом, Белый Ключ), состоящая большей частью из лесистых или безлесных ущелий и долин, отличается особенно разнообразным климатом; зима здесь сравнительно сурова, местами и многоснежная; лето менее жарко и более обильно осадками, вследствие чего посевы могут обходиться без орошения. Здесь с успехом растут травы, хлеба и плоды до винограда включительно, а в более низких местах и до абрикоса, но последние растения нередко страдают от заморозков. Нагорные части Т. губернии могут быть разделены в отношении климата на полосы верхнюю и нижнюю. Верхняя полоса, начиная от снеговых вершин до 7 тыс. фт. над ур. моря, необитаема и отличается весьма суровыми климатическими условиями; морозная и многоснежная зима продолжается более 9 месяцев, короткое лето холодно и дождливо. Нижняя полоса, лежащая на высоте 4-7 тыс. фт. — теплее, но климат её все-таки отличается значительной суровостью; зима продолжается более 7 мес., а лето холодное, дождливое, с резкими переходами от тепла к холоду, вследствие чего хлеба здесь не всегда вызревают и иногда захватываются на полях снегом. В общем климат этой полосы не благоприятствует хлебопашеству; зато травы растут здесь очень хорошо.

## Флора
Растительность Т. губернии представляет большое разнообразие. В зап. части губернии, примыкающей к влажному зап. Закавказью, обширные пространства покрыты хвойными лесами из ели (Рісеа orientalis), сосны (Pinus sylvestris) и пихты (Abies Nordmaniana) с примесью бука, граба и дуба (Quercus sessiliflora). Полоса хвойного леса, охватывая Аджаро-Ахалцихские и Триалетские горы и некоторые местности по Главному Кавказскому хребту, простирается в системе Малого Кавказа до верховьев р. Алгета (Манглис). По направлению к юго-востоку климат становится суше и растительность постепенно изменяется. В южной части губернии, в области Малого Кавказа, изменение условий выражается в значительном развитии насаждений вост. дуба (Quercus macranthera), господствующего в нижних горизонтах, в то время как выше бук, местами с грабом и другими породами, все ещё преобладают. Особый весьма интересный тип представляют леса Ширакского плоскогорья, в которых преобладают можжевельник (Juniperus foetidissima, excelsa, oxycedrus), фисташник (Pistacia mutica), дуб, вяз и пр.; в низовьях Иоры по сухим склонам растет приморская сосна (Pinus maritima), сохранившаяся здесь с прежних времен. Помимо указанных пород, в лесах встречаются разные виды клёна, липы, дуба, ясень, вяз, тополь и пр. Невысокие предгорья покрыты обыкновенно вост. грабом (Carpinus orientalis), лохом (Eleagnus), каркасом (Celtis), держидеревом (Paliurus), желтинником (Rhus cotinus, coriaria), можжевельниками и т. п. Влажные склоны Главного Кавказского хребта, спускающиеся к долине Алазани, покрыты густыми горными лесами, представляющими в нижних горизонтах большое разнообразие пород. Кроме дуба, вяза, тополя и граба, здесь растут клен (Acer insigne), лапина (Pterocarya caucasica), ольха, хурма (Diospyros Lotus), орех (Juglans regia), шелковица и каштан (Castanea vesca). Местами в лесах Т. губернии встречается также тисс и медвежий орех (Corylus colurna). Верхний горизонт лесов состоит обыкновенно из рябины, березы, горного клёна (Acer Trautvetteri) и зарослей кавказского рододендра (Rhododendron caucasicum), выше которого расстилаются горные пастбища. При обилии крутых склонов покрывающие их лесные заросли имеют большое значение для предохранения их от размыва дождевыми потоками. Леса Т. губернии состоят преимущественно из старых насаждений в возрасте от 80 до 200 лет, а в некоторых районах и гораздо старше. Местами, как, например, в Боржомских лесах, пихтовые насаждения достигают колоссальных размеров; здесь попадаются экземпляры до 70 аршин в высоту при 40 вершках в диаметре; в насаждениях с такими деревьями запас бывает до 200 куб. саж. на десятине. Общая площадь лесов — 1 244 000 дес. (33 %), в том числе казённых лесов 626 159 дес. Средний запас насаждений в казённых лесах составляет 22 куб. саж. Вследствие плохого состояния путей сообщения и трудной доступности горных лесов эксплуатация их развита сравнительно слабо, а вблизи населенных мест большая часть лесов уже истреблена.

## Фауна
Животный мир Т. губернии также отличается разнообразием; из числа млекопитающих в особенности обыкновенны: кабан, бурый медведь, шакал, барс, рысь, гиена, волк, лисица, ёж, множество грызунов, олени, дикие козы, тур, каменный козел, джейран и др.; из земноводных и пресмыкающихся часто встречаются: черепаха, ужи, ящерицы, гадюка; из птиц замечательны: розовый скворец, персидский соловей, степной рябчик, горная куропатка, фазан, кавказский тетерев, горная индейка, перепел, гриф, орел, филин и проч. Наиболее обыкновенные насекомые — саранча, скорпион и дикие пчёлы.

## Органы власти

### Правители Грузии
| Ф. И. О.                      | Титул, чин, звание               | Время замещения должности |
| ----------------------------- | -------------------------------- | ------------------------- |
| Коваленский Пётр Иванович     | действительный статский советник | 10.02.1802—1804           |
| Волконский Дмитрий Михайлович | князь, генерал-лейтенант         | 1804—1805                 |
| Литвинов Пётр Максимович      | действительный статский советник | 09.01.1806—1807           |
| Ахвердов Фёдор Исаевич        | генерал-майор                    | 22.10.1807—05.08.1811     |

### Грузинские гражданские губернаторы
| Ф. И. О.                      | Титул, чин, звание                                                                 | Время замещения должности |
| ----------------------------- | ---------------------------------------------------------------------------------- | ------------------------- |
| Малинский Марк Леонтьевич     | действительный статский советник                                                   | 05.08.1811—1813           |
| Симанович, Фёдор Филиппович   | генерал-майор, гражданский губернатор на правах военного.                          | 08.07.1813—1815           |
| Сталь Карл Фёдорович          | генерал-майор, и. д. губернатора на правах военного.                               | 06.11.1815—1818           |
| Ховен Роман Иванович          | генерал-майор                                                                      | 1818—1829                 |
| Завелейский Пётр Демьянович   | действительный статский советник                                                   | 19.07.1829—1832           |
| Палавандов Николай Иосифович  | князь, действительный статский советник, и. д.                                     | 02.02.1832—1837           |
| Брайко Михаил Григорьевич     | генерал-лейтенант, Тифлисский военный губернатор, управляющий и гражданской частью | 13.12.1837—1838           |
| Ахлестышев Дмитрий Дмитриевич | генерал-майор                                                                      | 09.05.1838—23.02.1840     |
| Скалон Александр Антонович    | генерал-майор, Грузинско-Имеретинский гражданский губернатор                       | 10.07.1841—1843           |
| Сотников Василий Семёнович    | генерал-майор, Грузинско-Имеретинский гражданский губернатор                       | 08.10.1843—1845           |
| Жеребцов Михаил Иванович      | генерал-майор, и. д., Грузинско-Имеретинский гражданский губернатор                | 12.06.1845—1846           |
| Ермолов Сергей Николаевич     | генерал-майор, Грузинско-Имеретинский гражданский губернатор                       | 08.06.1846—1849           |

### Военные губернаторы
| Ф. И. О.                      | Титул, чин, звание   | Время замещения должности |
| ----------------------------- | -------------------- | ------------------------- |
| Сипягин Николай Мартемьянович | генерал-лейтенант    | 28.03.1827—10.10.1828     |
| Андронников Иван Малхазович   | князь, генерал-майор | 06.10.1849—1855           |
| Лукаш Николай Евгеньевич      | генерал-майор, и. д. | 19.12.1855—1857           |
| Капгер Александр Христианович | генерал-майор        | 01.01.1858—1860           |

### Губернаторы
| Ф. И. О.                                              | Титул, чин, звание                                          | Время замещения должности |
| ----------------------------------------------------- | ----------------------------------------------------------- | ------------------------- |
| Орловский Константин Иванович                         | действительный статский советник                            | 25.03.1860—1876           |
| Остен-Сакен Максим Александрович                      | барон, действительный статский советник                     | 24.05.1876—1877           |
| Гагарин Константин Дмитриевич                         | князь, действительный статский советник                     | 08.01.1878—1883           |
| Гросман Александр Игнатьевич                          | генерал-майор                                               | 11.09.1883—1887           |
| Зиссерман Карл Львович                                | действительный статский советник                            | 12.03.1887—1888           |
| Шервашидзе Георгий Дмитриевич                         | князь, статский советник (действительный статский советник) | 08.12.1888—1897           |
| Быков Фёдор Александрович                             | действительный статский советник                            | 12.07.1897—15.02.1899     |
| Свечин Иван Николаевич                                | гвардии полковник (генерал-майор), и. д.                    | 31.03.1899—04.08.1905     |
| Рауш фон Траубенберг Павел Александрович              | барон, действительный статский советник                     | 04.08.1905—22.09.1907     |
| Любич-Ярмолович-Лозина-Лозинский Михаил Александрович | действительный статский советник                            | 22.09.1902—10.05.1911     |
| Чернявский Андрей Гавриилович                         | коллежский советник (статский советник)                     | 10.05.1911—23.06.1914     |
| Страховский Иван Михайлович                           | действительный статский советник                            | 1914—1916                 |
| Мандрыка Александр Николаевич                         | полковник                                                   | 1916—1917                 |

### Губернские предводители дворянства
См. также Предводители грузинского дворянства (1801 - 1917 гг.).
| Ф. И. О.                                    | Титул, чин, звание                                                | Время замещения должности |
| ------------------------------------------- | ----------------------------------------------------------------- | ------------------------- |
| Багратион-Мухранский Константин Иванович    | князь, генерал-майор                                              | 10.03.1812—1838           |
| Орбелиани Дмитрий Фомич                     | князь, генерал-майор                                              | 01.01.1839—1855           |
| Джамбакуриани-Орбелиани Иван Иванович       | князь, генерал-майор                                              | 03.03.1855—1856           |
| Джамбакуриани-Орбелиани Александр Давидович | князь, флигель-адъютант, ротмистр                                 | 25.03.1856—1864           |
| Кипиани Дмитрий Иванович                    | действительный статский советник                                  | 15.03.1864—1870           |
| Андронников Реваз Иванович                  | князь, генерал-адъютант, генерал-лейтенант                        | 16.07.1870—1879           |
| Сумбатов Давид Александрович                | князь, генерал-майор                                              | 16.05.1879—1885           |
| Багратион-Мухранский Иван Константинович    | князь, генерал-лейтенант                                          | 13.07.1885—1891           |
| Магалов Луарсаб Александрович               | князь, в звании камергера, статский советник                      | 13.07.1891—1894           |
| Багратион-Мухранский Константин Иванович    | князь, егермейстер                                                | 14.07.1894—07.10.1900     |
| Меликов Давид Захарович                     | князь, в должности егермейстера, действительный статский советник | 21.10.1900—15.01.1906     |
| Багратион-Давыдов Георгий Александрович     | князь                                                             | 1906—1913                 |
| Абхази Константин Николаевич                | князь, отставной полковник                                        | 1913—1917                 |

### Вице-губернаторы
| Десимон Андрей Францович             | коллежский советник (статский советник) | 1842—1847             |
| Бер Василий Михайлович               | статский советник                       | 1847—1849             |
| Колюбакин Михаил Петрович            | полковник                               | 1849—1858             |
| Орловский Константин Иванович        | статский советник                       | 16.10.1858—1860       |
| Барановский Николай Иванович         | статский советник                       | 25.03.1860—1863       |
| Властов Георгий Константинович       | статский советник                       | 14.12.1863—1865       |
| Чавчавадзе Николай Дмитриевич        | князь, статский советник                | 10.03.1865—1867       |
| Мицулов Аким Нестерович              | действительный статский советник        | 13.01.1868—1869       |
| Рославлев Михаил Иванович            | генерал-майор                           | 23.04.1869—1873       |
| Бельский Василий Фёдорович           | действительный статский советник        | 01.09.1873—1884       |
| Шервашидзе Георгий Дмитриевич        | князь, коллежский советник              | 12.07.1884—1889       |
| Чайковский Анатолий Ильич            | действительный статский советник        | 08.12.1889—04.04.1891 |
| Алымов Александр Александрович       | действительный статский советник        | 09.05.1891—1892       |
| Тизенгаузен Владимир Фёдорович       | граф, действительный статский советник  | 29.10.1892—20.02.1896 |
| Стефанович Константин Константинович | статский советник                       | 19.03.1896—22.01.1901 |
| Алышевский Владимир Владимирович     | коллежский советник (статский советник) | 22.01.1901—21.12.1905 |
| Чернявский Андрей Гавриилович        | коллежский советник                     | 21.12.1905—10.05.1911 |
| Панов Ерминигельд Николаевич         | действительный статский советник        | 10.05.1911—1917       |

## Учебные заведения
Учебных заведений в 1898 году было 357, с 29 000 учащихся (19 400 мальчиков и 9600 девочек), в том числе 3 мужских гимназии, 1 реальное училище, 6 средних женских учебных заведений, учительский институт, 3 ремеселенных училища, 189 начальных училищ министерства народного просвещения, 120 учебных заведений других ведомств. Из 1252 новобранцев призыва 1898 года грамотных и полуграмотных оказалось 242.
- Тифлисская духовная семинария (осн. 1817)
- Тифлисская классическая гимназия (осн. 1831; Тифлисская губернская, 1-я Тифлисская)
- Тифлисская реальная гимназия (осн. 1881; 2-я Тифлисская вел. кн. Михаила Николаевича)
- 3-я Тифлисская гимназия (осн. 1892)
- 4-я, 5-я, 6-я мужские гимназии
- Тифлисское военное училище (осн. 1866)
- Тифлисский кадетский корпус (осн. 1871)
- Александровский учительский институт (осн. в 1866 году в Тифлисе как учительская школа)
- Закавказская учительская семинария (осн. 1876)
- Закавказский девичий институт (осн. 1840)
- Учебное заведение Святой Нины (осн. 1846)
- 1-я женская Тифлисская гимназия (осн. 1865)
- 2-я, 3-я, 4-я, 5-я женские Тифлисские гимназии
- Тифлисская консерватория (в 1883—1917 — музыкальное училище)

## Землевладение
Из числа 3 221 000 десятин земель Тифлисской губернии (без Закатальского округа) 34 % принадлежали привилегированным сословиям, 48 % — казне, 1,5 % — временно обязанным крестьянам, 2,6 % — крестьянам собственникам и 14 % — прочим владельцам. Остальные 478 000 десятин принадлежали уделу, церквам, монастырям и проч. Главный источник народного благосостояния — сельское хозяйство, из отраслей которого в гористой части губернии были развиты преимущественно скотоводство и культура одного или двух зерновых хлебов, в равнинных местностях — разведение не только полевых растений, но и садов и виноградников. По приблизительным данным из 3 699 856 десятин общей площади губернии (без Закатальского округа) 981 805 десятин приходилось на пахотную землю, 134 197 — на луговую, 485 793 — на зимние пастбища, и 2 096 061 — на летние пастбища. Больше всего пахотной земли — в Тифлисском и Сигнахском уездах; менее всего обработан Тионетский уезд. По другим данным, в Тифлисской губернии состоит: под лесом — 33,4 %, садами — 1,3 %, пастбищами — 20,2 %, пахотной землей — 19 %; неудобной земли — 26,1 %.

## Сельское хозяйство
По сведениям за 1893 г., в Т. губернии (без Закатальского окр.) под посевами состояло 292 517 дес. земли, в том числе крестьянской 71,7 %. В полевой культуре Т. губернии встречаются озимая и яровая пшеница, озимый и яровой ячмень, рожь, просо, табак, горох, картофель, хлопчатник, конопля, кукуруза, полба, лен, рис, кунжут, фасоль, овес, гречиха, эспарцет, дикий овес, рыжик, сурепка, подсолнечник, клещевина. Наиболее важное значение имеет пшеница, посевы которой занимают 60 % засеянной площади; далее следуют ячмень (24 %), кукуруза и просо (10 %), картофель (2 %), овес (1 %) и рожь с гречихой (1 %); остальные 2 % приходятся на все остальные растения. В Т. губ. можно встретить всевозможные системы хозяйства, начиная с первобытной пастбищной и кончая интенсивной земледельческой, с культурой полевых растений при искусственном орошении и с разведением садов и виноградников. На неполивных землях система полеводства существует в четырёх формах — залежной, выгонной, травяной и зерновой; наиболее распространена последняя. Залежная система кое-где сменяется лядинной. Более низменные части Т. губ. вследствие жаркого и сухого климата нуждаются в искусственном орошении, которое и существует здесь с незапамятных времен. Состояние орошения, развитого, главным образом, на Борчалинской равнине, местами по долинам Иоры и Алазани и в Караязской степи, в общем неудовлетворительно; многие местности страдают от недостатка воды, другие заболачиваются и становятся гнездом малярийных заболеваний, свирепствующих по Куре, Алазани и др. Только в районе Караяза орошение устроено (1867 г.) по всем правилам искусства; из Мариинского канала, выведенного здесь из Куры, орошаются до 15 000 дес. земли. Техника земледелия в общем весьма несовершенна, частью даже первобытна. Вспашка производится громоздким плугом, в который запрягаются до 10 пар волов, или сохой, уборка — косой и серпом, молотьба — возимой по хлебу доской, нижняя сторона коей усажена острыми кусками камня. При таком способе молотьбы солома измельчается и дает так назыв. саман — важное кормовое средство для скота. В последнее время стали распространяться плуги и другие усовершенствованные орудия. Хлеб сохраняется в ямах. Урожаи получаются весьма разнообразные; житницей губернии считаются Ахалцихский и Сигнахский уезды. Горный Тионетский уезд всегда нуждается в привозном хлебе. За пределы Т. губ. хлеба вывозится немного.
Хлопководство в небольших размерах развито лишь в наиболее теплых местах Борчалинского уезда. Садоводство с виноградарством и виноделием является одной из важнейших отраслей местного сельского хозяйства. Разводятся шелковица, яблоня, груша, слива, персики, абрикосы, орехи и в особенности виноград; за исключением Ахалцихского района, где преобладают другие плоды, в остальных, особенно в Кахетинском, господствует виноград, культура коего поднимается в Душетском уезде до 3570 фт. над ур. моря. Под виноградниками, в последнее время сильно пострадавшими от различных болезней, около 25 000 дес. земли, из коих более половины в Сигнахском и Телавском уездах. Вина получается 2 1/2 — 3 млн вед. в год; большая часть его потребляется на месте. Виноделие, особенно в крестьянских хозяйствах, производится первобытными способами; ухода за вином, сохраняемым обыкновенно в глиняных, зарытых в землю кувшинах, почти не существует. Во всех районах имеются, однако, хозяйства, где виноградарство и виноделие ведутся правильно или даже образцово; таковы, например, хозяйства удельного ведомства в Кахетии (Цинандали, Напареули), хозяйства кн. Джорджадзе, кн. Андрониковых и гр. Шереметева в Кахетии, кн. Багратиона-Мухранского в Душетском уезде. В общем вина Т. губ., за исключением предгорий в долине Алазани, не отличаются высокими качествами. Сусло часто перекуривается на спирт, коего получается до 100 тыс. ведер. Промышленное плодоводство развито слабо, местные плоды в общем не отличаются хорошими качествами; в последнее время в этой области замечается некоторый успех. Табаководство развито, главным образом, в Сигнахском уезде, где, кроме трапезонда и самсуна, культивируются местами (сигнахская опытная плантация департ. землед.) ценные дюбеки, не уступающие по качеству привозным из-за границы. Всего в губернии получается до 48 тыс. пд. табака (1898). Шелководство в небольших размерах существует в Телавском, Сигнахском и Борчалинском уездах; стоимость получаемых продуктов не превышает 150—200 тыс. руб. Пчеловодство в Сигнахском, Ахалцихском, Ахалкалакском, Борчалинском и Тионетском уездах составляет местами заметное подспорье в хозяйстве. Скотоводство в нагорной полосе Т. губ., где вследствие суровости климата земледелие развито слабо, является главным занятием жителей; в остальных местностях оно имеет меньшее, но также немаловажное значение. В 1898 г. насчитывалось лошадей 103 079, крупного рогат. скота 442 088 гол., овец 1 162 401, коз 83 400, свиней 60 200. Важнейшие продукты скотоводства — шерсть и сыр. Шерсть потребляется на месте для производства различных кустарных изделий, а также служит важным предметом вывоза за пределы губернии и даже за границу. Овцы разводятся грузинские и татарские; первые дают лучшую шерсть, местами — и очень вкусное мясо (тушинские овцы). Сыр, приготовляемый преимущественно в северной, горной части губернии и известный под именем тушинского и осетинского, служит важным пищевым средством не только горцам, но и остальному населению. В Борчалинском уезде, на восточных склонах Мокрых гор в довольно значительных размерах существует швейцарское сыроварение, преимущественно в немецких колониях. Получаемый здесь швейцарской сыр (до 17 тыс. пд.) вполне удовлетворительного качества, а у некоторых сыроваров не уступает настоящему швейцарскому. С наступлением летнего времени скотоводы со своими стадами отправляются ежегодно в горы, на горные пастбища, а осенью перекочевывают в низменности.

## Минеральные богатства
В Тифлисской губернии много разнообразных рудных месторождений, но они разрабатываются слабо. Главные горнопромышленные предприятия: Алавердский и Шамблузский медеплавильные заводы в Борчалинском уезде (в 1898 г. добыто металла 3849 пудов), серные рудники в Душетском уезде (в 1898 г. — 5000 пудов серной руды), нефтяные и кировые промыслы в Ширакской степи (в том же году 14 тыс. пд. нефти и 6 тыс. пудов кира), добыча глауберовой соли в урочище Уджарма Тифлисского уезда (150 000 пудов в 1898 г.).
Особенно богата Тифлисская губерния минеральными водами, из коих теплые серные воды Тифлиса, слабые серные Абастумана и щелочные Боржома пользуются широкой известностью и привлекают много посетителей. В Абастумане в течение нескольких лет проживал для лечения горным воздухом великий князь наследник Георгий Александрович, скончавшийся там в июне 1899 г.

## Кустарная промышленность
Кустарная промышленность развита в Т. губ. меньше, чем в вост. части Кавказского края, и сосредоточивается почти исключительно на обработке шерсти и производстве медных и серебряных изделий. Из шерсти делаются войлоки, более или менее грубые сукна, паласы, ковры, веревки. В особенности распространено производство сукон, обнимающее горные части Горийского, Душетского и Тионетского уездов на севере и Ахалцихский и Ахалкалахский уезды на юго-западе. Производство изделий из меди развито кое-где в Борчалинском уезде, из серебра — в Тифлисе, Ахалкалаках и особенно в Ахалцихе, изделия коего из тонкой серебряной проволоки (филигранные) резко отличаются от обыкновенной на Кавказе работы с чернью.

## Фабрично-заводская промышленность
Фабрично-заводская промышленность развита слабо и сосредоточена главным образом в Тифлисе. Фабрик и заводов в губ. 3899 (1898), с суммой производства в 9 696 000 руб. и 11 300 рабочих. По размерам производства выделяются: 67 табачных фабрик — произв. на 674 000 руб., 1 бумагопряд. — 530 000 руб., 479 виноградо-фруктово-водочн. зав. — 537 000 руб., 10 пивоваренных — 458 000 руб., 2609 мукомол. мельниц — 1 351 000 руб., 85 лесопильных — 715 000 руб., 2 фанерных — 318 000 руб., 3 спиртоочист. — 584 000 руб., 49 кожевенных зав. — 1 321 000 руб., 1 войлочн. — 340 000 руб., 12 мыловаренных — 362 000 руб., 12 сыроварен — 171 000 руб., 4 чугуно-меднолитейн. — 437 000 р., 236 кирпичн. — 551 000 р. и т. п. Многие из промышленных заведений имеют кустарно-ремесленный характер.

## Пути сообщения
Важнейший путь сообщения — Закавказская железная дорога, прорезывающая с северо-запада к юго-востоку всю губернию на протяжении около 180 вёрст, с ветвью от Тифлиса на Карс, принадлежащей губ. на расстоянии около 120 вёрст, и веткой на Боржом от ст. Михайлово. Из грунтовых дорог первостепенное значение имеет Военно-Грузинское шоссе, проходящее по Т. губ. от Тифлиса до Дарьяльского ущелья (ок. 170 вёрст) и связывающее Тифлис с Владикавказом. Почтовые дороги ведут из Тифлиса в Телав и Сигнах, Тионеты, Манглис и Белый Ключ, а от ст. Боржом — в Ахалцих, Абас-Туман и Ахалкалаки. Кроме этих путей, дороги довольно плохи; в горных частях губернии они представляют верховые или пешеходные тропинки.

## Торговля
Почти все кредит. учреждения губернии сосредоточены в г. Тифлисе. Торговых и промысловых документов в 1898 г. взято 14021, в том числе 1-й гильдии 226, 2-й — 3707. Торговые обороты довольно значительны: Тифлис является складочным местом и распределительным пунктом для товаров, предназначенных не только для Т. губ., но и для Карсской обл., Эриванской и частью Елизаветпольской губернии. Часть товаров, привозимых из Персии, также сосредоточивается в Тифлисе. Главные предметы вывозной торговли: хлеб, вино, лес, кожевенный товар, шерсть, табак; ввозной — мануфактурный товар, галантерея, посуда, металлические, фарфоровые и фаянсовые изделия, керосин, бакалейный и колониальный товар.
Повинностей в 1898 г. поступило: окладных сборов — 1 012 341 руб., неокладных — 990 675 руб., акцизного дохода — 1 748 508 руб. Доходы 7 городов губернии равняются 1 261 000 руб., расходы — 1 185 000 руб.
Больниц 64, аптек 35, врачей 122, фельдшеров 40, повивальных бабок 21. Церквей православных 534, мужских м-рей — 8, женских — 2; римско-католических церк. и богослуж. зданий — 46, еванг.-лют. — 1, арм.-григ. — 267, мечетей — 98, синагог — 37.
Периодических изданий на русском языке 11, на грузинском — 6, на армянском — 4, на осетинском — 1, все в Тифлисе.